# طلاق (مجموعه تلویزیونی ۱۳۶۹)
طلاق نام یک مجموعهٔ تلویزیونی به کارگردانی محمد دستگردی است که در سال ۱۳۶۹ تهیه و از شبکه ۱  پخش گردید.

## خلاصه داستان
زوجی با داشتن یک فرزند، قصد جدایی از یکدیگر را دارند. مرد که در دوران کودکیِ خود، شاهدِ درگیری‌ها و اختلافات مستمر پدر و مادرش بوده است، تحت تأثیر آن تجربیات گذشته، رفتار نابهنجاری دارد و با زنش کمتر صحبت می‌کند. این موضوع سبب شده است که زن نیز، تصمیم به جدایی گرفته است. در پایان، با پا درمیانی دایی و مادرزن، این دو زوج با هم آشتی می‌کنند و  دیگربار، به زندگی در کنارهم  بازمی‌گردند.

## بازیگران و عوامل تولید

### بازیگران
- مهری ودادیان
- عبدالرضا اکبری
- طاهره سری
- محمدحسن ذکایی
- سیما پسندیده

### عوامل تولید
- کارگردانان: محمد دستگردی
- نویسنده: افسانه پایدار
- تصویربردار: مجتبی رحیمی
- تدوین: محمد ناجی
- موسیقی: انتخابی
- تهیه‌کننده: سید حسن بنی طبا
- فرمتتصویر: ۱۶ میلیمتری
- تعداد قسمت‌ها: ۳ قسمت
- مدت زمان: ۱۱۴ دقیقه
- محصول: گروه اجتماعی شبکه ۱
- سال تولید: ۱۳۶۹